# Modelo 77

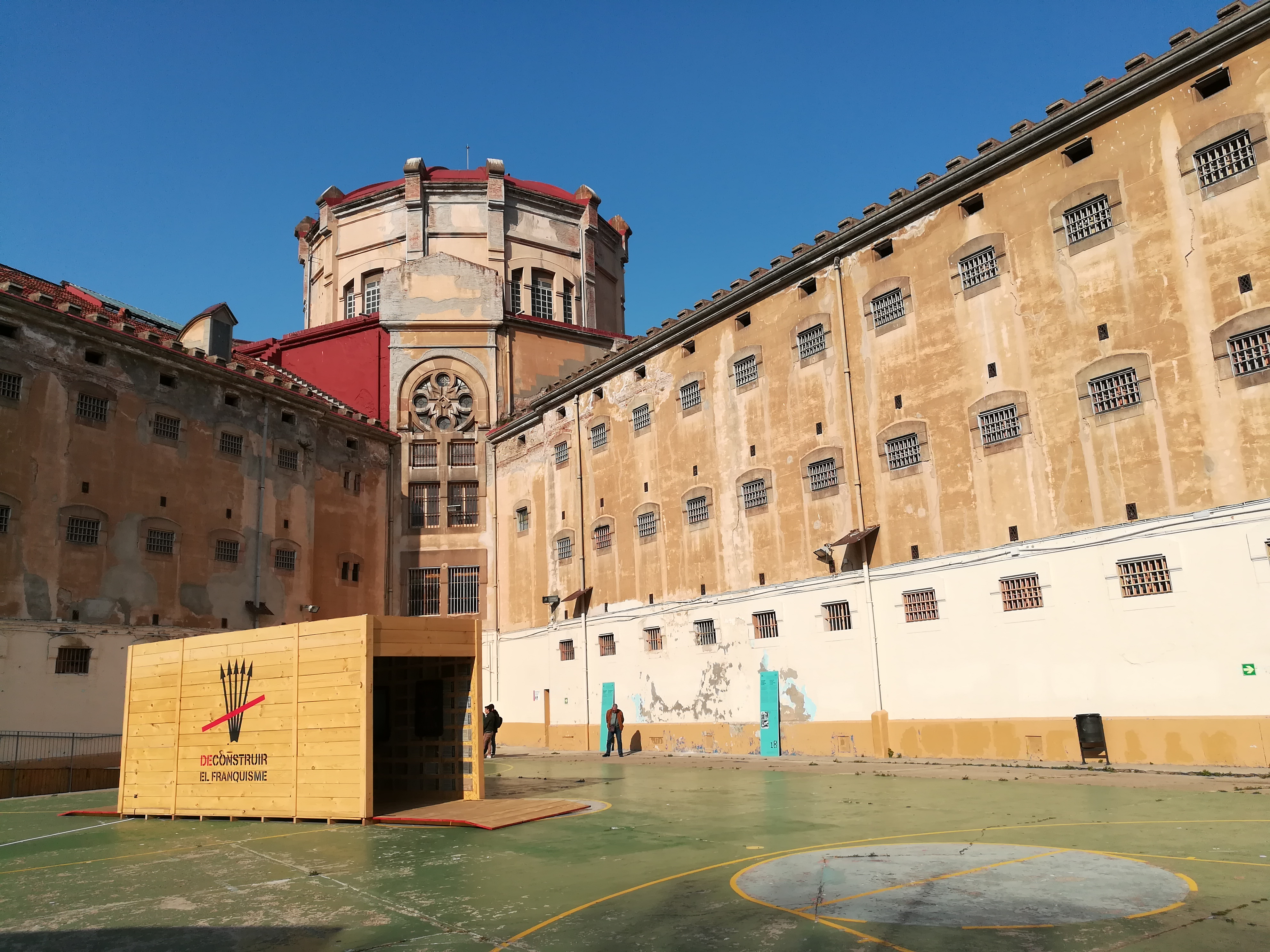
Pati de la Presó Model de Barcelona, on es va rodar el film.

Modelo 77 (lit. ‘Model 77’) és un film espanyol dirigit per Alberto Rodríguez Librero i protagonitzat per Miguel García Herrán i Javier Gutiérrez Álvarez. Es va estrenar als cinemes el 23 de setembre del 2022, després d'haver inaugurat el 70è Festival Internacional de Cinema de Sant Sebastià.

## Sinopsi
Ambientat en la transició espanyola, concretament entre el 1976 i el 1978, Modelo 77 tracta de l'ingrés preventiu de Manuel Gómez a la Presó Model de Barcelona. És un jove comptable que s'enfronta a una possible pena de 6 a 8 anys per malversació. En primera instància, xocarà amb el seu company de cel·la, un pres veterà anomenat Pino, però de mica en mica arribaran a entendre's per a assolir una meta conjunta. Amb l'objectiu d'una amnistia per a tots els presos, es va unir a la Coordinadora de Presos en Lluita. El llargmetratge també narra la fugida de 45 presos del centre penitenciari, que realment va passar el 2 de juny del 1978.

## Elenc
- Miguel García Herrán com a Manuel[7]
- Javier Gutiérrez com a José Pino[7]
- Jesús Carroza Rodríguez com El Negro[4]
- Fernando Tejero com El Marbella[8]
- Catalina Sopelana com a Lucía[4]
- Xavi Sáez com a Boni[10]
- Alfonso Lara com El Demócrata[10]
- Polo Camino com a Rubí[10]
- Víctor Castilla com a Rompetechos[10]
- Iñigo Aranburu com a Andrés[10]
- Javier Lago com a Domingo[10]
- Iñigo de la Iglesia com a Agustín[10]
- Javier Beltrán com a Arnau Solsona[10]
- Edgar Prates com a Horóscopo
- Daniel Mantero com a Metge del Dueso
- José Onrubia com a Infermer del Dueso
- José Gabriel Campos com a Funcionari
- Alejandro Romero com a Fill d'El Negro

## Producció
El film ha estat guionitzat pel mateix director i el seu col·laborador habitual, Rafael Cobos López. La producció ha anat a càrrec d'Atípica Films i Movistar Plus+. En l'equip de producció destaquen Álex Catalán com a director de fotografia, Pepe Domínguez del Olmo com a director artístic, José M. G. Moyano d'editor i Julio de la Rosa en la composició musical.
El rodatge va començar el 2 d'agost del 2021 a la Presó Model de Barcelona, aprofitant que va ser clausurada el 2017. Així doncs, la primera fase de gravació va acabar al final d'agost. La segona i darrera, en una fàbrica d'artilleria abandonada a la província de Sevilla, va durar fins al 4 d'octubre del 2021.

## Estrena
Modelo 77 va inaugurar el Festival Internacional de Cinema de Sant Sebastià 2022 el 16 de setembre del 2022, si bé no hi va concursar. Distribuït per Buena Vista International, es va estrenar als cinemes d'Espanya el 23 de setembre del 2022. En principi, Movistar Plus+ l'oferirà en el futur en el seu catàleg. També va poder ingressar a la secció 'Cinema del Món' del 27è Festival Internacional de Cinema de Busan.

## Recepció
En primer lloc, Andrea G. Bermejo de Cinemanía va puntuar el film amb un 4/5, va concloure que conté algunes de les millors interpretacions de l'any i en va destacar el fet que «cadascun dels personatges de l'elenc principal i figurants que veiem a la presó, fins i tot els que diuen una frase, estan en profunda comunió amb la història que volen contar.»
A banda, Raquel Hernández Luján de Hobby Consolas va atorgar-li 80 punts de 100 i va considerar que «és respectuós amb la crua realitat que retrata i alhora aconsegueix fer pública la història del corset dels drames carceraris, darrerament sobreexplotats.»
Altrament, Àlex Montoya de Fotogramas va valorar-lo amb 4 estels de 5 lloant-ne el «rigor i esperit crític al servei de l'entreteniment, o viceversa. I el repartiment. Tot.»
Per a acabar, Fionnuala Halligan de ScreenDaily va declarar que el film presenta una representació d'«horrible injustícia» a l'estil de Hunger i que és «un treball filmogràfic colpidor amb un vestuari fantàstic que captiva l'ull d'hom tant com dura la violència física».